# 靖国神社法案
靖国神社法案（やすくにじんじゃほうあん）は、靖国神社を国家管理とすることを定めた日本の法律案。

## 概要
この法案では、靖国神社を日本政府の管理下に移し、政府が英霊を慰める儀式・行事を行い、その役員の人事は国が関与し、経費の一部を国が負担及び補助する事を規定している。
政教分離規定への抵触を防ぐため、靖国神社を宗教法人から特殊法人に変え、神道祭祀の形式において宗教色を薄めるとしている。このため、『この法律において「靖国神社」という名称を用いたのは、靖国神社の創建の由来にかんがみその名称を踏襲したのであつて、靖国神社を宗教団体とする趣旨のものと解釈してはならない。』（第2条）、また『靖国神社は、特定の教義をもち、信者の教化育成をする等宗教的活動をしてはならない。』（第5条）と規定している。
本案を支持する全国戦友会連合会や日本遺族会などは、「靖国神社国家護持」を嘆願する署名を2000万筆集めた。
一方左派からは、戦前復古であるとして反対論が展開された。他の宗教団体も国が靖国神社を特別視するものだとして反対論が多く表明された。

## 経緯
神社本庁および日本遺族会が中心となって「靖国神社を国家護持による慰霊施設とする」運動が展開された。
1964年、自由民主党内閣部会に「靖国神社国家護持に関する小委員会」が設置され、靖国神社国家管理について議論される。1969年から1972年にかけて議員立法案として自民党から毎年提出されるも、いずれも廃案となる。1973年に提出された法案は審議凍結などを経て、1974年に衆議院で可決されたが、参議院では審議未了となり廃案となった。
- 1969年6月30日: 自民党が初めて「靖国神社法案」（第61回国会衆法第53号）を国会（衆議院）に提出（8月4日衆議院内閣委員会に付託。同日予備審査のため参議院に送付）。8月5日会期終了により審査未了廃案となる。
- 1970年4月14日: 「靖国神社法案」（第63回国会衆法第24号）、2度目の提出（5月6日衆議院内閣委員会に付託。同日予備審査のため参議院に送付、5月12日参議院内閣委員会に予備付託）。5月13日会期終了により審査未了廃案となる。
- 1971年1月22日: 「靖国神社法案」（第65回国会衆法第1号）、3度目の提出（3月9日衆議院内閣委員会に付託。同日予備審査のため参議院に送付、5月24日参議院内閣委員会に予備付託）。5月24日衆議院内閣委員会で趣旨説明の後、同日会期終了により審査未了廃案となる。
- 1972年5月22日: 「靖国神社法案」（第68回国会衆法第31号）、4度目の提出（6月6日衆議院内閣委員会に付託。同日予備審査のため参議院に送付、6月15日参議院内閣委員会に予備付託）。6月16日会期終了により審査未了廃案となる。
- 1973年4月27日: 「靖国神社法案」（第71回国会衆法第32号）、5度目の提出（5月31日衆議院内閣委員会に付託。同日予備審査のため参議院に送付、7月11日参議院内閣委員会に予備付託）。7月19日衆議院内閣委員会で趣旨説明。9月25日衆議院内閣委員会で、9月27日衆議院本会議で、それぞれ閉会中審査（いわゆる継続審査）とすることを議決し同日会期終了。
- 1973年12月1日: 通常国会召集に伴い衆議院内閣委員会に（再）付託。12月20日衆議院議長・前尾繁三郎が審議凍結を解除。
- 1974年4月12日: 衆議院内閣委員会で修正議決（いわゆる強行採決による）。修正内容は、継続審査による時間経過に伴い整合性を欠くこととなった条文中の年号及び課税についての微修正。
- 1974年5月25日: 衆議院本会議で内閣委員長報告どおり修正議決（野党欠席のため記録上は全会一致）、参議院に送付。参議院では委員会に付託されぬまま6月3日会期終了により審議未了廃案となる。

## 反対団体
1969年に初めて法案が提出されようとする段階（5月6日付）で、以下の団体が法案反対の要望書を提出している。

### 仏教系
- 浄土真宗連合
  - 浄土真宗本願寺派
  - 真宗大谷派
  - 真宗高田派
  - 真宗佛光寺派
  - 真宗興正派
  - 真宗木辺派
  - 真宗出雲路派
  - 真宗誠照寺派
  - 真宗三門徒派
  - 真宗山元派
- 臨済宗妙心寺派
- 日蓮宗
- 浄土宗
- 天台宗
- 真言宗豊山派
- 新義真言宗
- 聖観音宗
- 法華宗陣門流
- 法華宗本門流
- 京都仏教徒会議
- 日本山妙法寺大僧伽
- 真理運動本部
- 日本宗教者平和協議会
- 全日本仏教会

### 教派神道および新宗連系
- 神道大教
- 扶桑教
- 神道大成教
- 大本教
- 御嶽教
- 東京天理教
- PL教団
- 立正佼成会
- 妙智會教団
- 誠心明生会
- 佛所護念会教団
- 思親会
- 円応教
- 四大道
- 祖神道教団
- 真如苑
- 松緑神道大和山
- 解脱会
- 善隣教
- 大慧會教団
- 妙道会教団
- 一元ノ宮
- 天光教
- 新宗連

### キリスト教系
- 日本基督教団
- 日本聖公会
- 日本福音ルーテル教会
- 日本バプテスト連盟
- 日本キリスト教会
- 日本福音連盟
- 東京神学大学
- 学校法人同志社
- 立教大学
- キリスト教女子青年会
- キリスト教青年会
- 日本キリスト教婦人矯風会
- カトリック学士会
- 日本キリスト教協議会
- 日本キリスト教連合会
- キリスト教学校教育同盟
- 靖国神社問題連絡会議

また、この要望書には名を連ねていないが、創価学会も独自に反対の意思表示をしていた。浅見定雄は創価学会員と共に運動をしたため、よく知っていると自著で述べている。なお、創価学会の創立者である牧口常三郎は、靖国神社参拝の意義を説き、それはご利益を得るためのものではなく、感謝のこころをあらわすものである点を強調した。創価学会の靖国神社に対するスタンスは一貫していないのである。
一元ノ宮は、教祖が1974年に大地震を予言したが、それが外れたために割腹自殺未遂を起こしている。これは『週刊新潮』1974年6月27日号や『サンデー毎日』1974年7月7日号でも報じられている。井上順孝は、この自殺未遂によって、それまでほとんど注目されることのなかったこの教団が、突如注目を集めることになったと指摘している。